# Severin Broberg
Severin Carl Olfert Fischer Broberg, född den 2 april 1822 i Ringkøbing, död den 13 maj 1900, var en dansk skolman och författare. 
Brobergs litterära verksamhet omfattar dels olika skolböcker, dels mindre uppsatser som behandlar särskilt äldre fransk litteratur. Han utgav dessutom Manuel de la langue danoise (1882) och översatte utvalda avsnitt av François Rabelais (1884) och François Villon (1885; 2:a upplagan 1892) till danska.